# イリアンジャヤ
座標: 南緯4度00分 東経136度00分 / 南緯4.000度 東経136.000度

ニューギニア島における位置

イリアンジャヤの行政区画
パプア州
山岳パプア州
中部パプア州
南パプア州
西パプア州
南西パプア州

イリアンジャヤ（Irian Jaya）は、現在のインドネシア領地域にあたる、ニューギニア島の西半分。面積 420,540 平方キロメートル、人口 5,437,775 人（2020年国勢調査）。行政区画ではパプア州（2002年以前はイリアンジャヤ州）、西パプア州（2003年に西イリアンジャヤ州として創設、2007年に現州名へ改称）、中部パプア州、山岳パプア州、南パプア州、南西パプア州（以上4州は2022年創設）の6州に分割されている。石油、天然ガス、銅、金など豊かな天然資源を有する。ニューギニア島の東半分はパプアニューギニア領である。

## 歴史
約4万年前にメラネシア系住民がニューギニア島に入り、長く原始的な部族社会を営んできた。19世紀にオランダ人が西海岸に商館を設置。1885年、オランダはイギリス・ドイツとともにニューギニア島を分割し、西半分をオランダ領ニューギニアとし、オランダ領東インド（インドネシア）に併合した。1942年から1944年までは、日本軍が同地域の北部海岸を占領した。

西パプアの旗

1949年、インドネシア独立戦争を終結させたハーグ協定で、この地域の帰属問題は難航し、オランダ領ニューギニア（1949年 - 1962年）のまま将来の解決に委ねられた。1952年、オランダはパプア人の自治権を認め、独立準備を進めたため、領有権を主張するインドネシアとの対立が深刻になった。
ソ連の軍事援助を受けて軍備を拡張したスカルノ大統領は1960年、オランダとの国交断絶を宣言し武力による解決を示す一方で国連に提訴した。1961年にオランダが西パプア共和国の独立を認めると、インドネシア国軍を西パプアに進攻させた（パプア紛争、1963年–現在）。しかし、インドネシアにおけるソ連の影響力拡大を恐れたアメリカ大統領ジョン・F・ケネディは弟のロバート・ケネディ司法長官をオランダ、インドネシア双方に派遣して調停させた。その結果、西パプアは1962年国連の管理下に置かれ、翌年インドネシアに引き渡された。
インドネシアは1969年、国軍の管理下で操作された住民投票を行い、80万人のパプア人の意思を無視して西パプアを併合、西イリアン州（1973年、イリアンジャヤ州と改称。2002年、パプア州に改称）を設置した。ビヤック語でイリアンは「東」から転じて「ニューギニア島」、ジャヤは「偉大な」を意味する。これに対してパプア人の間ではインドネシアからの独立を求める自由パプア運動が起こったが、インドネシアは1970年、イリアンジャヤを軍事作戦地域に指定し、国軍による弾圧を行った。その一方で120万人を超えるインドネシア人がイリアンジャヤに移住して植民している。
2000年に西パプア住民大会が新国家パプアの樹立を宣言しインドネシアをゆるがす問題に発展した。2003年2月、住民の反対にもかかわらず、同州最西部（形からバーズ・ヘッド（鳥の頭）と呼ばれる）を西イリアンジャヤ州として分割した（2007年2月、西パプア州に改称。）。その後、独立運動はさらに活発になった。2006年には独立運動家がオーストラリアに亡命しオーストラリア政府がビザを発行したためインドネシア・オーストラリアの関係悪化にもつながった。
2022年6月30日にパプア州は分割され、同州西部は中部パプア州、同州中部は山岳パプア州、同州南部は南パプア州となった。同年11月17日、西パプア州から南西パプア州（南西と名乗るが実際は北西部）が分離し、6州となった。